# Gerard Corfield Bucknall
Gerard Corfield Bucknall, britanski general, * 1894, † 1980.